# José María Echenique y Tristán
José María Echenique y Tristán fue un político peruano. Fue hijo de José Rufino Echenique quien ocupó la presidencia del Perú en los años 1850.
En 1868 fue elegido diputado por la provincia de Carabaya durante el gobierno de José Balta y reelecto en 1872 durante el gobierno de Manuel Pardo.
En 1881 formó parte de la Asamblea Nacional de Ayacucho convocado por Nicolás de Piérola luego de la Ocupación de Lima durante la Guerra del Pacífico. Este congreso aceptó la renuncia de Piérola al cargo de Dictador que había tomado en 1879 y lo nombró presidente provisorio. Sin embargo, el desarrollo de la guerra generó la pérdida de poder de Piérola por lo que este congreso no tuvo mayor relevancia.
En 1884 formó parte de la Asamblea Constituyente convocado por el presidente Miguel Iglesias luego de la firma del Tratado de Ancón que puso fin a la Guerra del Pacífico. Esta asamblea no sólo ratificó dicho tratado sino también ratificó como presidente provisional a Miguel Iglesias, lo que condujo a la Guerra civil peruana de 1884-1885.
Fue elegido diputado suplente por la provincia puneña de Carabaya en 1895, luego de la Guerra civil de 1894 durante los gobiernos de Manuel Candamo, Nicolás de Piérola y Eduardo López de Romaña en el inicio de la República Aristocrática. En este último periodo compartió la representación junto con su hermano Juan Martín Echenique quien fue elegido como diputado titular de la provincia de Azángaro también del departamento de Puno.